# Yuriya Takahashi
Yuriya Takahashi (japanisch 高橋 勇利也 Takahashi Yuriya; * 24. März 1999 in der Präfektur Miyazaki) ist ein japanischer Fußballspieler.

## Karriere
Yuriya Takahashi erlernte das Fußballspielen in der Universitätsmannschaft der Universität Kanagawa. Seinen ersten Profivertrag unterschrieb er am 1. Februar 2021 bei Thespakusatsu Gunma. Der Verein aus Kusatsu, einer Stadt in der Präfektur Gunma, spielte in der zweiten japanischen Liga. Sein Zweitligadebüt gab Yuriya Takahashi am 4. Juni 2021 (17. Spieltag) im Heimspiel gegen Mito Hollyhock. Hier wurde er in der 87. Minute für Justin Toshiki Kinjō eingewechselt. Gunma gewann das Spiel 2:1. Am Ende der Saison 2024 musste er mit dem Verein als Tabellenletzter den Weg in die Drittklassigkeit antreten.